# Leipnitz (Grimma)
Leipnitz ist eine Ortschaft und ein Ortsteil der Großen Kreisstadt Grimma im Landkreis Leipzig in Sachsen. Die einstige Gemeinde Leipnitz mit ihren Ortsteilen Frauendorf, Keiselwitz, Kuckeland, Papsdorf und Zeunitz vereinigte sich am 1. März 1994 durch den freiwilligen Zusammenschluss mit den Gemeinden Böhlen, Dürrweitzschen, Ragewitz und Zschoppach zur Großgemeinde Thümmlitzwalde. Seit der Eingemeindung von Thümmlitzwalde in die Stadt Grimma am 1. Januar 2011 bilden die Orte Leipnitz, Frauendorf, Keiselwitz, Kuckeland, Papsdorf und Zeunitz die Ortschaft Leipnitz.

## Geographie

### Geographische Lage
Leipnitz befindet sich südöstlich von Grimma zwischen Böhlen und Zeunitz. Nördlich des Orts fließt der Thümmlitzbach, südlich von Leipnitz liegt der Thümmlitzwald.

### Nachbarorte
| Zeunitz    | Kuckeland                                   | Frauendorf     |
| Keiselwitz | Kompassrose, die auf Nachbargemeinden zeigt | Dürrweitzschen |
|            | Thümmlitzwald (Forstgebiet)                 | Böhlen         |

## Geschichte

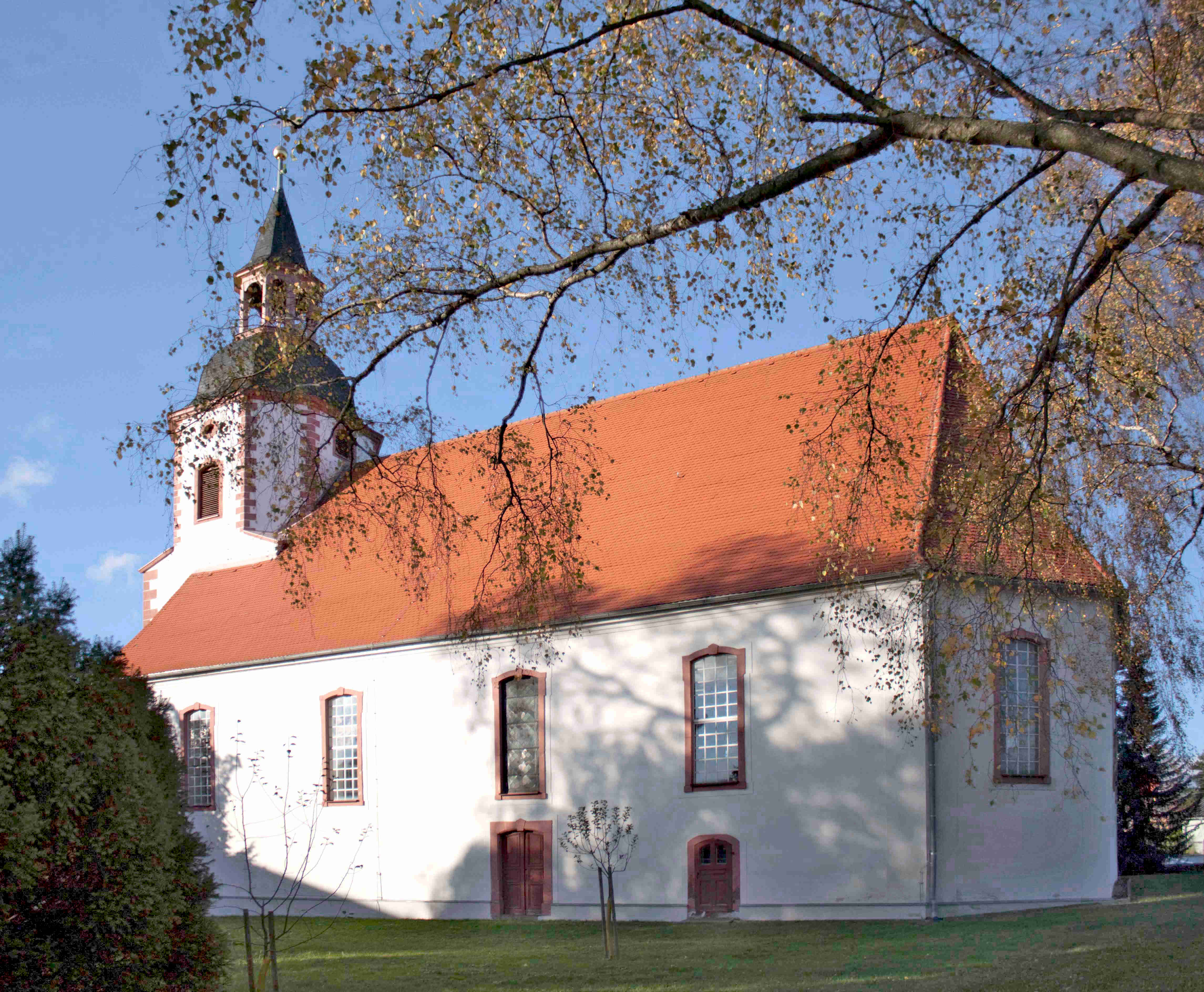
Kirche in Leipnitz

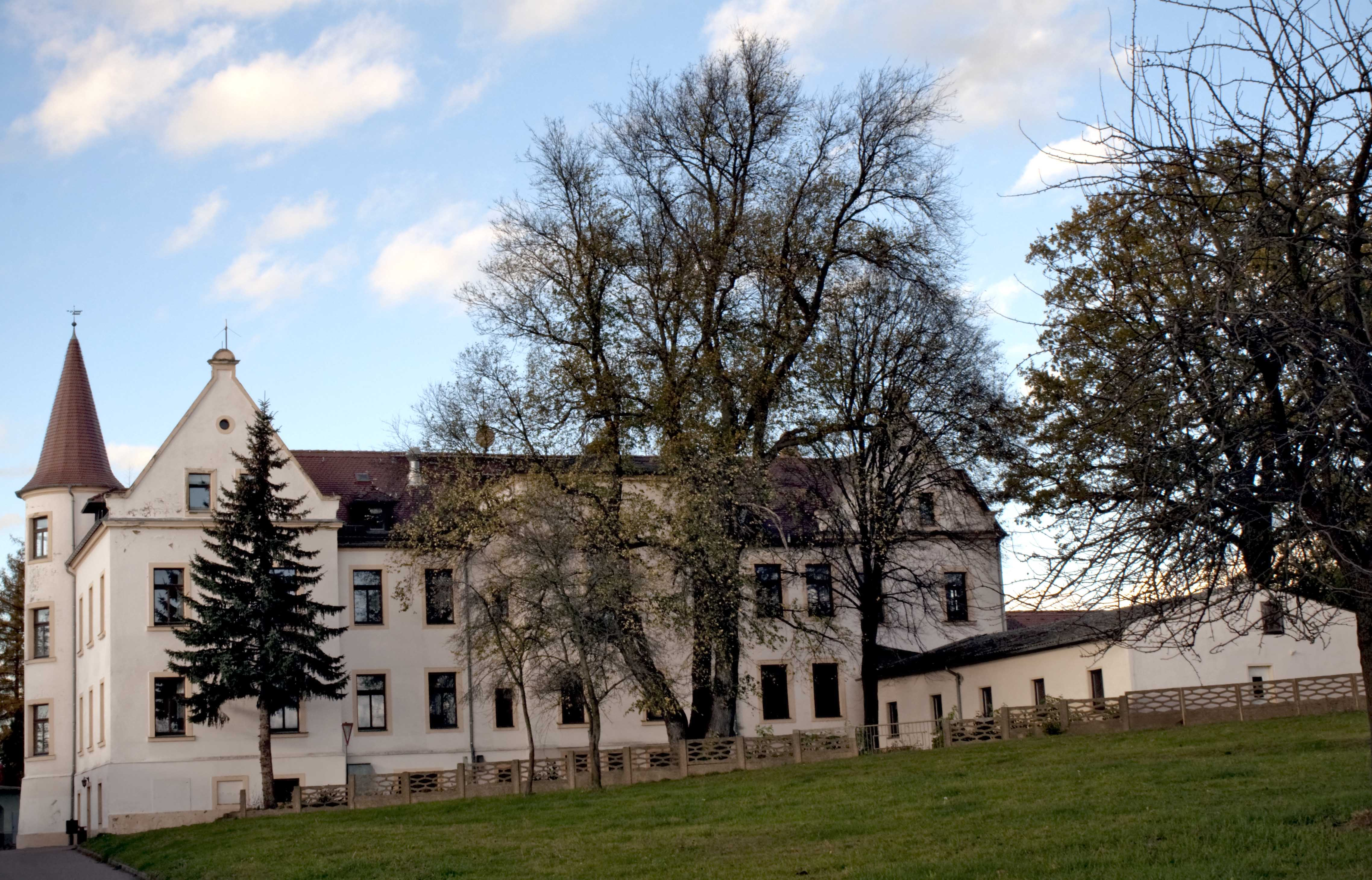
Schloss Leipnitz

Urkundlich wurde das Platzdorf Leipnitz 1259/66 das erste Mal als „Albertus plebanus de Lipeniz“ genannt. Weitere Nennungen des Orts, dessen Übersetzung des Namens Lindenort ist, waren:
- 1340: Lipenicz
- 1488: Leipnitz
- 1495: Leipenitcz
- 1497: Hans von Hawbitz zu Leipnitz gesessen
- 1533: Leipnitz

Im Jahr 1277 übertrugen die Herren von Colditz dem Kloster Buch zwei Hufen in Lipnitz auf Bitten von Peter Ritter von Horwat und seiner Ehefrau, die Peter zu Lehen und seine Ehefrau als Leibgedinge hatten, den Brüdern der Kirche in Buch mit allen Rechten, nachdem Petrus und seine Ehefrau das in ihre Hände aufgelassen hatten (S/K 66). Dadurch gehörte Leipnitz im Jahr 1548 bezüglich der Grundherrschaft anteilig zum Rittergut Leipnitz, zur Pfarre Leipnitz (beide zum Amt Colditz) und zum säkularisierten Besitz des 1525 im Zuge der Reformation aufgelösten Klosters Buch, dessen Besitz durch das Amt Leisnig verwaltet wurde. Im Jahr 1764 gehörte Leipnitz vollständig zur Grundherrschaft des örtlichen Ritterguts. Besitzer des Anwesens waren die Familien von Haugwitz, von von Erdmannsdorff, von der Schulenburg, Jahn und von der Becke. Oberforstjägermeister Wolf Dietrich von Erdmannsdorff, welcher das Jagdhaus Kössern bewohnte, ließ um 1700 die Leipnitzer Kirche umbauen. Um 1880 wurde das heutige Rittergutsgebäude errichtet. Leipnitz gehörte bis 1856 zum kurfürstlich-sächsischen bzw. königlich-sächsischen Amt Colditz. Bei den im 19. Jahrhundert im Königreich Sachsen durchgeführten Verwaltungsreformen wurden die Ämter aufgelöst. Dadurch kam Leipnitz im Jahr 1856 unter die Verwaltung des Gerichtsamts Leisnig und 1875 an die neu gegründete Amtshauptmannschaft Döbeln.
Zwischen 1820 und 1958 wurde im nördlichen Teil des Thümmlitzwaldes mit Unterbrechung von 1894 bis 1901 Braunkohle gefördert, dabei bis 1894 nur im Tagebau. In den Jahren 1923 bis 1958 wurden durchgehend Briketts erzeugt. Am nordwestlichen Waldrand fand von 1845 bis 1875 von Keiselwitz aus Kohlenabbau statt. Im südlichen Teil des Thümmlitzwalds erfolgte der Braunkohlenabbau bei Seidewitz von 1873 bis 1922 und von 1947 bis 1956. Heute befindet sich in der ehemaligen Grundschule eine Ausstellung über das Königlich-Sächsische Braunkohlewerk im Thümmlitzwald.
Durch die zweite Kreisreform in der DDR im Jahr 1952 wurde die Gemeinde Leipnitz dem Kreis Grimma im Bezirk Leipzig angegliedert. Bereits am 1. Juli 1950 wurde Keiselwitz eingemeindet. Am 1. Januar 1968 wurde Zeunitz von Schkortitz nach Leipnitz umgegliedert. Die Eingliederung der Gemeinde Kuckeland mit ihren Ortsteilen Frauendorf und Papsdorf nach Leipnitz erfolgte am 1. Januar 1973.
Die Gemeinde Leipnitz mit ihren Ortsteilen kam im Jahr 1990 zum sächsischen Landkreis Grimma, der 1994 im Muldentalkreis bzw. 2008 im Landkreis Leipzig aufging. Durch den Zusammenschluss der Gemeinden Böhlen, Dürrweitzschen, Leipnitz, Ragewitz und Zschoppach wurden Leipnitz und seine fünf eingemeindeten Orte am 1. März 1994 Ortsteile der Gemeinde Thümmlitzwalde. Am 1. Januar 2011 fusionierte diese mit der Großen Kreisstadt Grimma. Seitdem ist Leipnitz einer von sechs Ortsteilen der Grimmaer Ortschaft Leipnitz. Nachdem das Rittergut Leipnitz in den Jahren 1994 bis 1996 modernisiert und saniert wurde, zog 1994 eine Außenwohngruppe des Kinder- und Jugendheims ein. Das Herrenhaus steht sein 2005 leer.

## Entwicklung der Einwohnerzahl
| Jahr    | Einwohnerzahl                                          |
| ------- | ------------------------------------------------------ |
| 1548/51 | 12 besessene Mann, 8 Häusler, 13 Inwohner, 9 1⁄8 Hufen |
| 1764    | 12 besessene Mann, 19 Häusler, 9 1⁄8 Hufen             |
| 1834    | 273                                                    |
| 1871    | 317                                                    |

| Jahr | Einwohnerzahl |
| ---- | ------------- |
| 1890 | 285           |
| 1910 | 276           |
| 1925 | 302           |
| 1939 | 278           |

| Jahr   | Einwohnerzahl |
| ------ | ------------- |
| 1946   | 442           |
| 1950 1 | 879           |
| 1964 1 | 557           |
| 1990 2 | 594           |

## Sehenswürdigkeiten
- die barocke Saalkirche des Ortes stammt aus dem Jahr 1702